# Метод ДНК-комет
Метод ДНК-комет — это метод регистрации повреждения ДНК и изучения репарации на уровне одиночных клеток. Метод способен выявлять разрывы нитей ДНК в отдельных клетках. Является быстрым и весьма чувствительным.

## История
Первым успешным опытом исследования поврежденности ДНК индивидуальных клеток принято считать работу Rydberg и Johanson (1978 г.). Впоследствии метод неоднократно модифицировался и усовершенствовался с целью его упрощения и повышения чувствительности выявления повреждений клеточной ДНК.

## Применимость
Метод ДНК-комет применим в системах in vivo и in vitro. В настоящее время метод широко используется в исследованиях генотоксичности ионизирующего излучения, фармацевтических препаратов и промышленных химических веществ, репарации ДНК, апоптоза, клинических исследованиях по пренатальной диагностике, предрасположенности к онкологическим заболеваниям, терапии при раке, катаракте. Данный метод постепенно становится неотъемлемой частью программ по биомониторингу:
- оценке влияния пищевого рациона, факторов внешней среды, изменений метаболизма и физиологического состояния, старения организма на накопление и репарацию повреждений ДНК;
- по изучению механизмов радиопротекторных воздействий, формирования радиоадаптивного ответа;
- исследований по экологии.

Использование метода позволяет учитывать гетерогенность сложных популяций, изучать выход повреждений ДНК и репарацию практически в любых эукариотических клетках. При этом для анализа необходимо всего несколько тысяч клеток исследуемого образца.

## Постановка метода
Проводится иммобилизация подвергнутых воздействию изучаемого фактора клеток в низкоплавкой агарозе, нанесенной на предметное стекло для микроскопии. Обработка образцов в буфере с высоким содержанием соли приводит к лизису клеточных мембран и экстракции белков. Молекулы ДНК разделяют электрофорезом, треки ДНК визуализируют посредством окрашивания флуоресцентным красителем, после чего образцы изучают микроскопически. При наличии разрывов ДНК нарушается структурная организация хроматина и утрачивается сверхспирализация ДНК, что приводит к релаксации этой биомакромолекулы, формируются фрагменты ДНК, не связанные с клеткой. В электрическом поле релаксированные петли и фрагменты ДНК вытягиваются по направлению к аноду, что и придает наблюдаемым объектам вид «комет» (отсюда и произошло название «comet assay», ставшее общеупотребительным). Количество ДНК, мигрировавшей по направлению к аноду и определяемое микрофотометром, может использоваться в качестве показателя, характеризующего уровень повреждений ДНК в изучаемых клетках. «Кометы» анализируют либо путём визуального наблюдения и дифференциации «комет» по степени поврежденности ДНК, либо с использованием компьютерных программных средств обработки изображений. Последний метод анализа «комет» особенно необходим для объективной оценки влияния небольшой концентрации повреждающего агента, или для выявления незначительных различий между субпопуляциями клеток.

### Стандартизация метода
В настоящее время большинство лабораторий, внедривших данный методологический подход в исследования, разработали многочисленные вариации протокола, в частности продолжительности и условий лизиса клеток, денатурации, электрофореза и окрашивания ДНК. Подсчитывают 25-500 клеток на одном стекле в двух повторах. Результаты эксперимента являются достоверными при повторении не менее 6 раз. Анализ ДНК-комет может проводиться визуально или с помощью программно-аппаратного комплекса. При визуальном анализе ДНК-кометы ранжируют на пять условных типов с соответствующим числовым значением от 0 до 4.

### Расчет индексов
| Обозначение                                      | Характеристика | Расчёт |
| ------------------------------------------------ | --- | --- |
| {\displaystyle {\mathsf {\mbox{I}}}_{\mbox{dc}}} | Индекс ДНК-comet (index of DNA comet) {\displaystyle {\mathsf {\mbox{I}}}_{\mbox{dc}}} — Степень поврежденности ДНК Индекс ДНК-комет — рассчитывается как отношение суммы «ДНК—комет» каждого типа, к общей сумме подсчитанных «ДНК-комет». | {\displaystyle {\mathsf {\mbox{I}}}_{\mbox{dc}}={\frac {(0{\mbox{n}}_{0}+1{\mbox{n}}_{1}+2{\mbox{n}}_{2}+3{\mbox{n}}_{3}+4{\mbox{n}}_{4})}{\Sigma }}} , где {\displaystyle {{\mbox{n}}_{0}-{\mbox{n}}_{4}}} — число «ДНК-комет» каждого типа, а {\displaystyle {\Sigma }} — сумма подсчитанных «ДНК-комет». |

### Программы для работы с изображением и анализа
- CometScore — бесплатная программа для полуавтоматических расчетов показателей ДНК-комет, совместима с Windows 5 и 6.
- CaspLab — GPL software.
- Коммерческая программа — listed by Comet Assay Interest Group